# 蘇瓦松戰役 (1918年)
蘇瓦松戰役（法語：Bataille du Soissonnais）發生於1918年7月18至22日，是第一次世界大戰西線後期的一場戰役。這場戰役是協約國埃納省-馬恩河反攻行動的一場戰役，是第二次馬恩河戰役的反攻階段。這次戰鬥的目標是切斷蘇瓦松至蒂耶里堡的鐵路。因為該路段為德軍在馬恩河突出部的主要補給路線，切斷它們將嚴重削弱德軍的補給能力，迫使其撤退。

## 註腳
1. 1 2  firstworldwar.com n.d.
2. ↑  Venzon 1995，第566頁
3. ↑  Zabecki 2014a，第29頁
4. ↑  United States Army, Center of Military History 1992b，第218頁
5. ↑  Nelson 2009，第182頁